# Pierre Langlois (boxe anglaise)
Pour les articles homonymes, voir Pierre Langlois et Langlois.
Pierre Langlois est un boxeur français né le 31 mars 1925 à Pont-Audemer, Eure, et mort le 1er avril 1972 au Havre.

## Carrière
Passé professionnel en 1947, il devient champion de France des poids moyens en 1952 puis échoue en championnat du monde le 15 décembre 1954 à San Francisco face au tenant du titre Bobo Olson. Langlois met un terme à sa carrière en 1955 sur un bilan de 67 victoires, 18 défaites et 5 matchs nuls.